# Eugène Bonnier
Pour les articles homonymes, voir Bonnier.
Tite Pierre Marie Adolphe « Eugène » Bonnier, né le 4 janvier 1856 à la Chaloupe Saint-Leu, sur l'île de La Réunion, est un militaire français, chevalier de la Légion d'honneur. Il meurt au combat, avec ses soldats, le 15 janvier 1894. 

## Biographie
Eugène Bonnier est le fils d'Eugène Constant Marie et de Henriette Fernande Elisa de Peindray d'Ambelle. Son frère Gaëtan fut le premier général d'aviation de l'armée française.

## Carrière militaire

### L'expédition vers Tombouctou

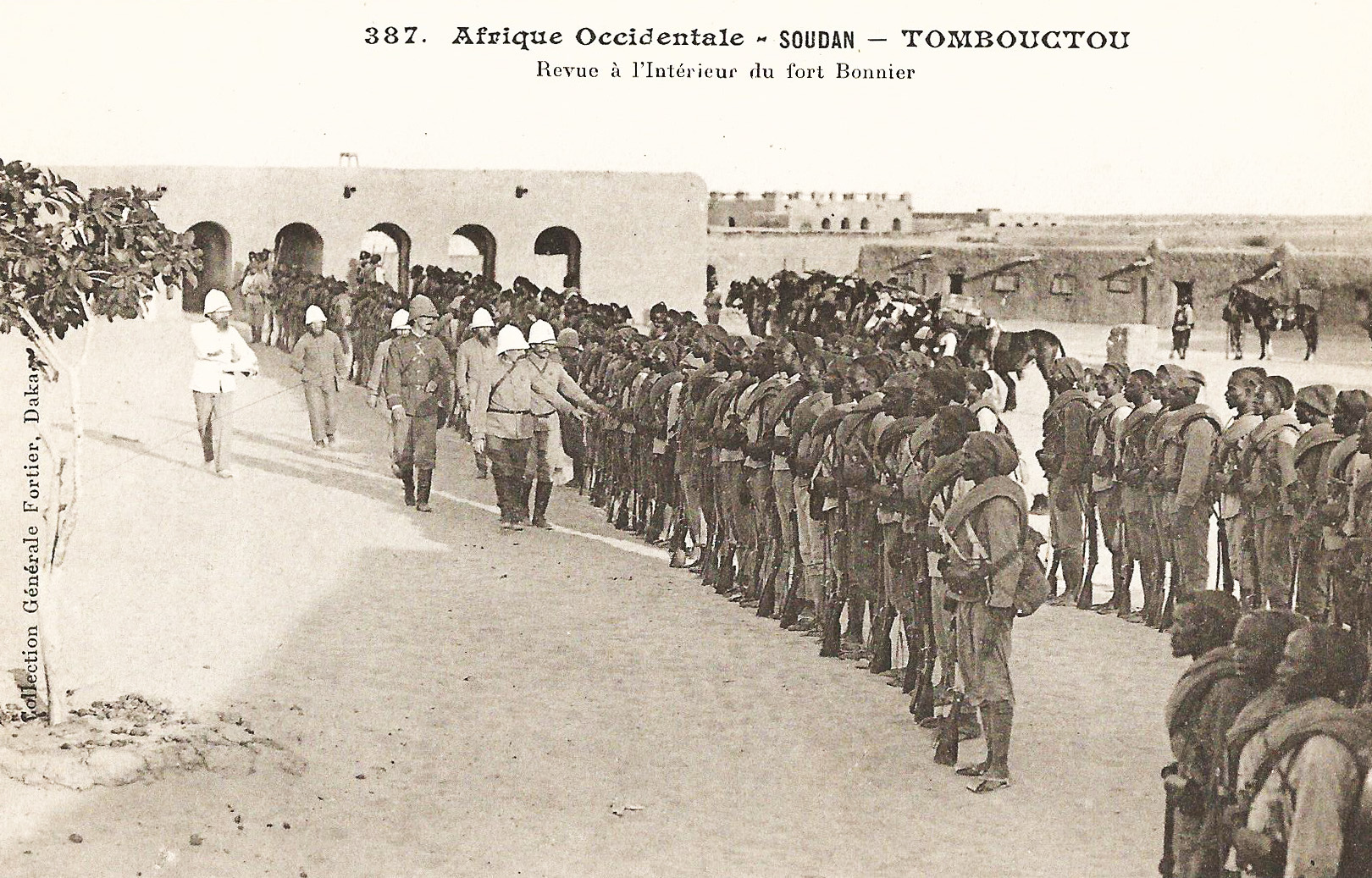
Tombouctou : revue à l'intérieur du fort Bonnier, ainsi nommé en sa mémoire par Joffre, dont il était le supérieur.

Le lieutenant Boiteux ayant atteint Tombouctou le 15 décembre 1892, Bonnier quitte Segou le 26 décembre 1892 en pirogue pour le rejoindre, il arrive dans la ville le 10 janvier 1893. Deux jours après leur arrivée dans la ville, le colonel Bonnier et 94 hommes partent chercher le reste de sa colonne au sud de la ville. Dans les environs de Tombouctou, ils commettent des exactions contre les Touaregs, pillant et détruisant les campements des nomades touaregs, et violant les femmes, en guise de représailles du massacre de l’enseigne Aube, tué avec 15 de ses hommes par  les Touaregs le 28 décembre précédent. Le 14 janvier, la troupe de Bonnier campe à Takoubao, à quelques dizaines de kilomètres au sud de Tombouctou. Pendant la nuit, le campement est attaqué par des Touaregs du chef tenguérif Chaboun. Sur les 95 hommes de la troupe de Bonnier, 94 sont tués, soit 14 officiers et sous-officiers français, et 70 soldats et auxiliaires africains. 
Commentaire du commandant Joffre, après avoir appris l'anéantissement  du détachement Bonnier  :
Au petit matin du 15 Janvier, par un froid glacial, une centaine de Touaregs à cheval, épaulés par 500 combattants à pied, attaquent par surprise la colonne Bonnier et réalisent un effroyable massacre…. Nous avons dû rapatrier les corps des officiers et sous officiers pour les enterrer à Tombouctou. Les corps des 64 tirailleurs indigènes furent enterrés sur place.

### États de service
- 1873 : élève à l'École polytechnique.
- 1875 : élève sous-lieutenant de l'École d'application de l'artillerie.
- 1877 : lieutenant en premier puis en second.
- 1880 : capitaine en second.
- 1883 : capitaine en premier.
- 1889 : chef d'escadron.
- 1893 : lieutenant-colonel de l'artillerie de Marine

## Postérité
Un monument sculpté par Adolphe Royan érigé au cimetière Saint-Pierre de Marseille, commémore ce tragique évènement.
Michel Verne le mentionne dans son roman L'Étonnante Aventure de la mission Barsac.

## Décorations
- Chevalier de la Légion d'honneur (26 août 1883)[4].